# Constance Holme
Edith Constance Holme, épouse Punchard, née le 7 octobre 1880 à Milnthorpe (dans le Westmorland, aujourd'hui en Cumbria) et morte le 17 juin 1955, est une femme de lettres et dramaturge anglaise. Elle est la plus jeune de quatorze enfants. Ses romans se passent pour la plupart dans le Westmorland, où elle vécut presque toute sa vie.
Ses livres explorent souvent les relations de classe à la campagne ; ses premiers deux livres décrivent les relations entre les propriétaires terriens, leurs fermiers et les agents des terres de la Couronne (le père de Constance Holme et son mari étaient agents des terres).
C'est le premier auteur du XXe siècle à avoir eu ses nouvelles publiées par les Oxford World's Classics. The Lonely Plough est en 1936 un des premiers romans qui ait été publié par Penguin. Cependant, son œuvre tombe rapidement dans l'oubli après sa mort ; déjà le Saturday Review s'interroge en 1938 : « Nous sommes toujours à la recherche de quelqu'un qui aurait lu les romans de Constance Holme. ». Certains de ses livres sont réédités dans les années 1970 ; son dernier livre, The Jasper Sea, n'a pas été réédité.

## Œuvres
- Crump Folk Going Home (1913)
- The Lonely Plough (1914)
- The Old Road from Spain (1916), publié aux États-Unis sous le titre The Homecoming (chez Robert M. McBride, avril 1916)[3]
- Beautiful End (1918)
- The Splendid Fairing (1919)
- The Trumpet in the Dust (1921)
- The Things Which Belong (1925)
- He-Who-Came? (1930)
- Four One-Act Plays (1932)
- The Wisdom of the Simple and Other Stories (1937)

## Lecture numérique
Internet Archive et HathiTrust procurent des copies numériques intégrales de The Homecoming, publié en avril 1916. La copie de l'université de Californie du HathiTrust comprend la première de couverture originale. Celle de l'université Stanford sur Internet Archive comprend la page titre signée de la main de Constance Holme.